# Templo Tirta Empul

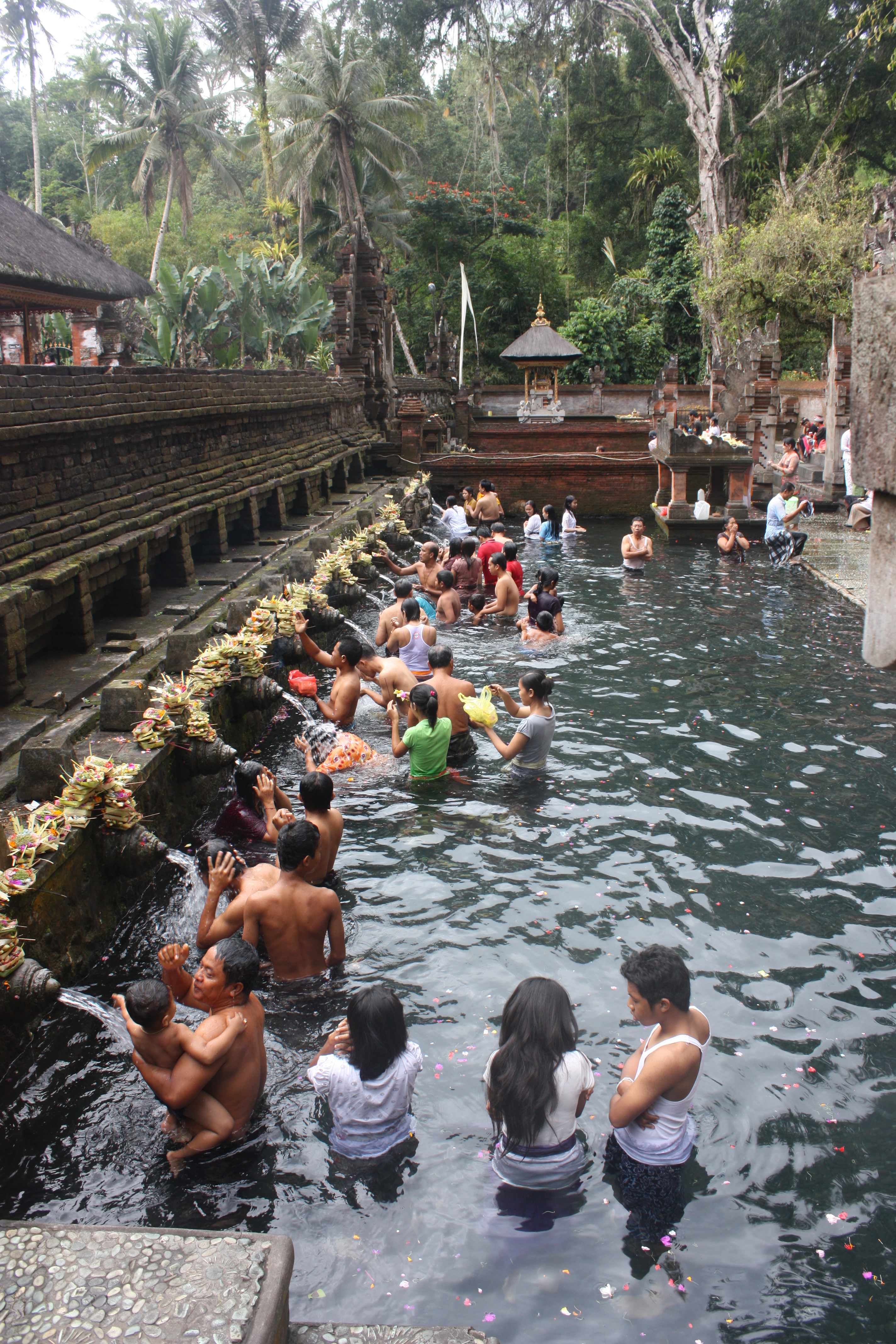
Baño purificador ritual en Tirta Empul.

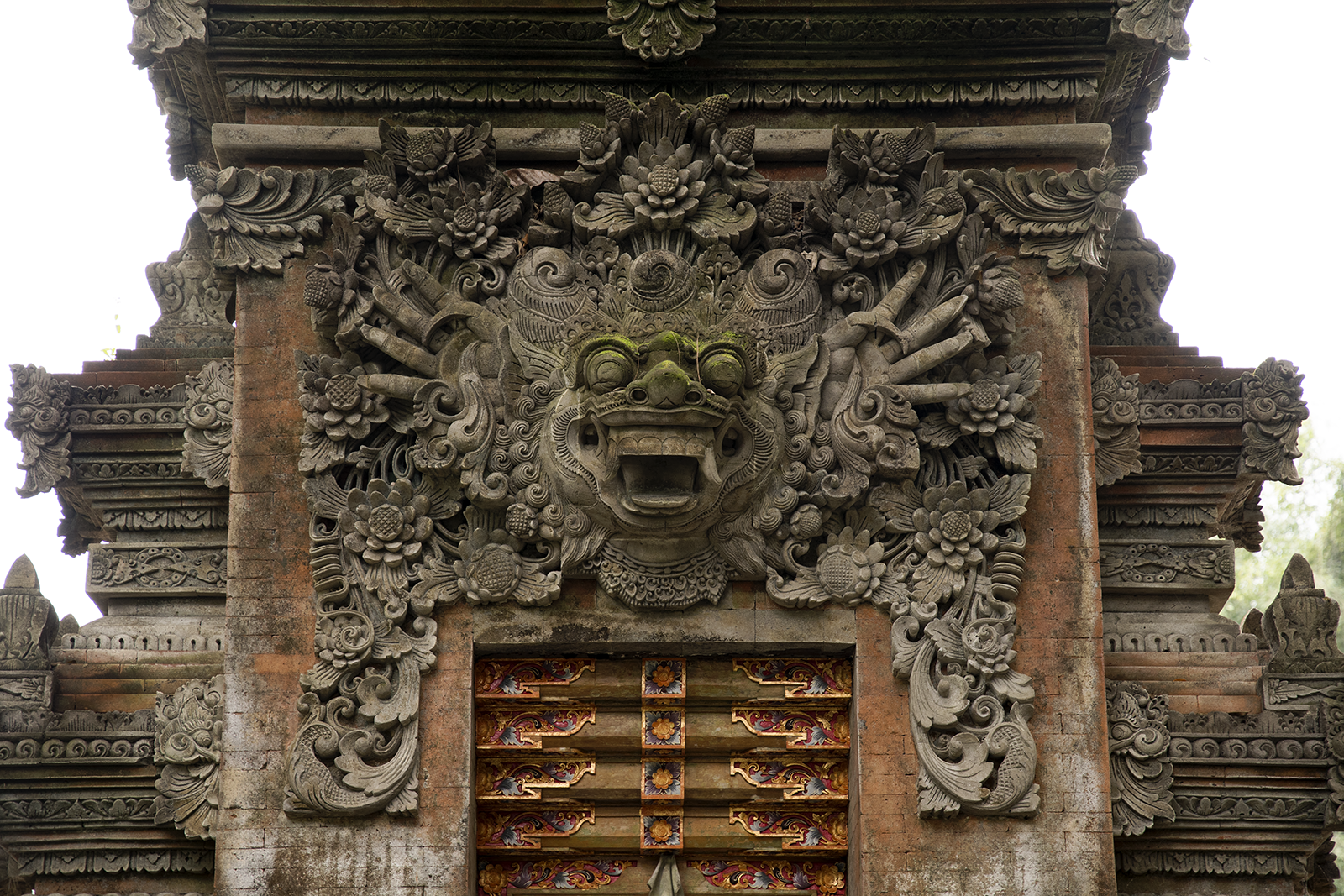
Puerta con la representación de Bhoma en Tirta Empul.

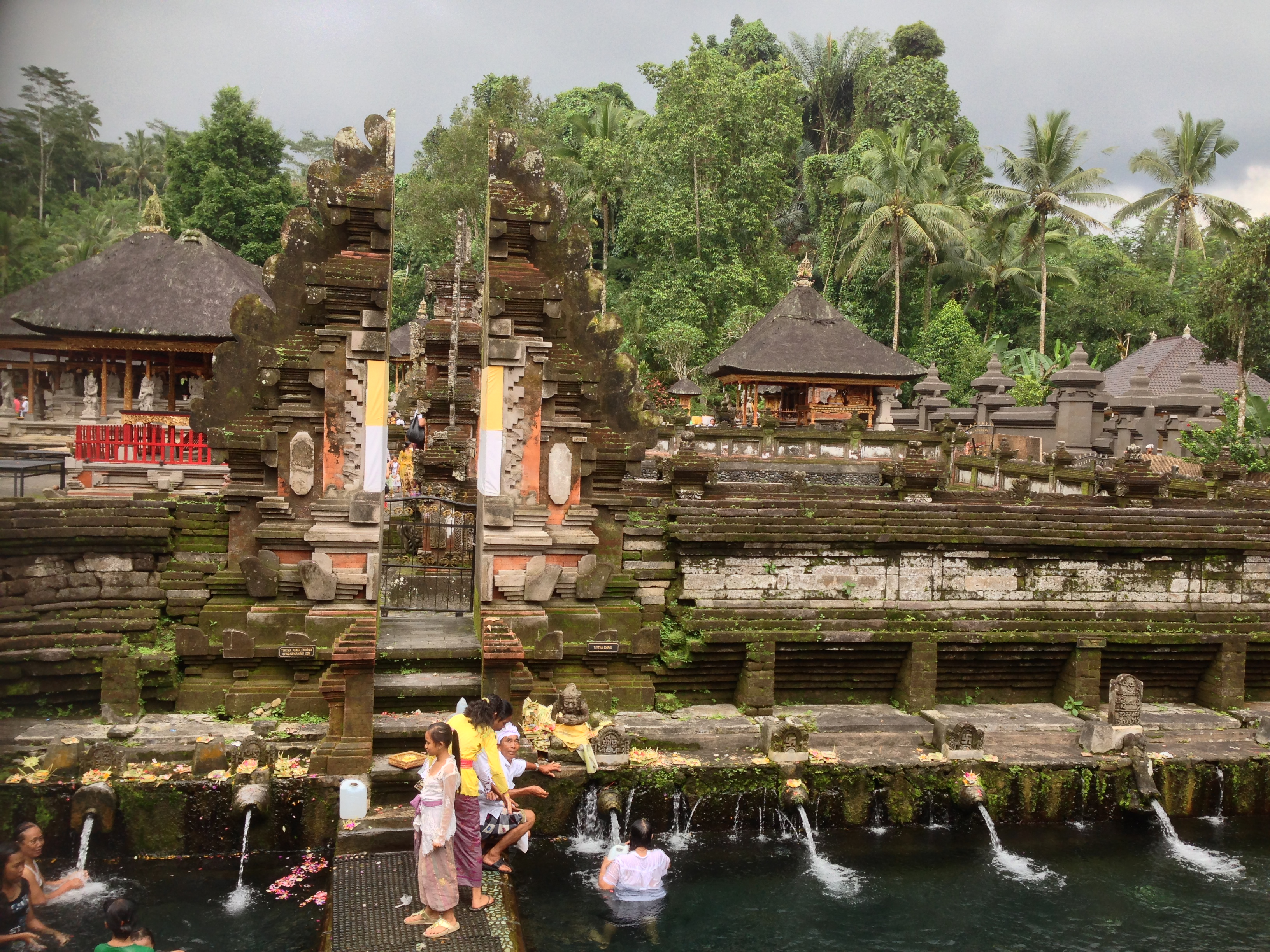
El templo tiene fuentes sagradas donde se bañan los devotos hinduistas.

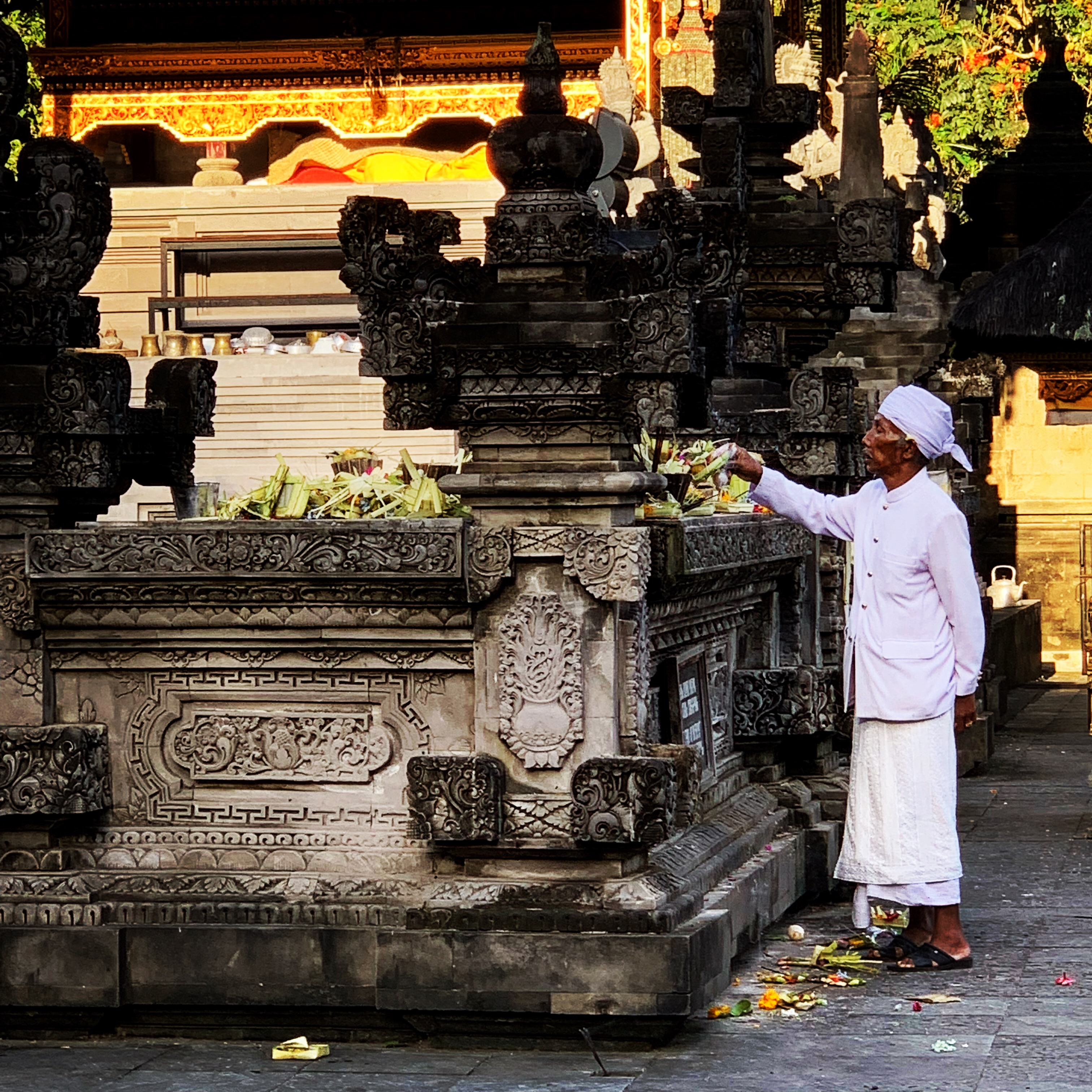
Sacerdote balinés preparando ritualmente las ofrendas a los dioses en Tirta Empul.

El templo Tirta Empul (indonesio: pura Tirta Empul, "templo del agua que fluye de la tierra") es un templo del agua hindú balinés (pura tirta) ubicado cerca de la ciudad de Tampaksiring, Bali, Indonesia. 
El complejo del templo contiene una estructura de baño o petirtaan, famosa por su agua de manantial sagrada, donde los hindúes balineses acuden para la purificación ritual. El estanque del templo tiene un manantial que da agua dulce con regularidad, que los hindúes balineses consideran sagrada o amritha.
Está ubicado alrededor de un manantial del río Pakerisan. Su nombre proviene de la fuente de agua subterránea denominada 'Tirta Empul' que desemboca en el río. El templo es fundamental para el sistema de riego subak balinés.

## Mitología
En la mitología se cuenta que el rey Mayadenawa , de forma arbitraría, no permitía que el pueblo realizara ceremonias religiosas para pedir la salvación del dios todopoderoso. Después de que los dioses supieran el hecho, estos, encabezados por el rey de los dioses, Indra atacaron a Mayadenawa. El manantial fue creado por Indra, perforando la tierra para crear un manantial del elixir de la inmortalidad para recuperar sus fuerzas después de ser envenenado por Mayadanawa. Finalmente, Mayadenawa pudo ser derrotado y huyó al lado norte de Tampaksiring.

## Construcción del templo
El templo fue fundado alrededor de un gran manantial de agua en el año 962, durante la dinastía Warmadewa (siglos X-XIV). Después de un gran jardín de entrada, el templo se desarrolla en la clásica subdivisión hindú en tres niveles:
- Jaba Pura, un primer patio al que se accede por un portal de piedra (candi bengar) e incorpora un gran tanque de carpas koi y varias tiendas turísticas.
- Jaba Tengah, un segundo patio, central, que contiene 2 piscinas de baño (petirtaan)[4] y 30 fuentes alineadas de este a oeste, donde los hindúes balineses van para su baño ritual purificador. En la primera piscina pueden usarse todas las fuentes, excepto la antepenúltima y la penúltima, que son para los muertos. Cada una de estas fuentes según la tradición tiene su propio nombre incluyendo  Pengelukatan, Pebersihan y Sudamala dan Pancuran Cetik (veneno).
- Jeroan, patio interior, el lugar más sagrado del templo, lleno de altares de diferentes tamaños, un estanque en honor a la tríada Vishnu-Brahma-Shiva, estatuas de otras deidades, algunos pabellones votivos (bale) y extensas decoraciones por todas partes.

El templo está dedicado a Vishnu, otro nombre de dios hindú para la conciencia suprema Narayana. En una colina que domina el templo, se construyó una moderna villa para la visita del presidente Sukarno en 1954. Actualmente, la villa es una casa de descanso para invitados importantes.

## Calidad del agua
La mayor parte del tiempo, Tirta Empul es una fuente de agua limpia para baños rituales. Sin embargo, según un informe de Coconut Bali en 2017, las autoridades estaban investigando informes de contaminación del agua y riesgos para la salud en Tirta Empul, kabupaten de Gianyar.